# Оксинт
Оксинт (др.-греч. Ὀξύντης) — персонаж древнегреческой мифологии. Царь Афин в период после Троянской войны (согласно Евсевию, в 1147—1135 годах до н. э.). Преемник Демофонта, отец Афиданта и Фимета.